# DB-Baureihe 430
Die Triebwagen der Baureihe 430/431 sind S-Bahn-Triebwagen, die zwischen April 2013 und November 2016 die Züge der Baureihe 420 im Stuttgarter S-Bahn-Netz sowie im Jahr 2014 auch bei der S-Bahn Rhein-Main abgelöst haben. Ursprünglich sollten sie auch bei der S-Bahn Rhein-Ruhr eingesetzt werden.

## Allgemein
Die Baureihe 430 wurde als Nachfolger der Baureihe 422/423 für Stuttgart konzipiert und sollte die im dortigen Netz noch eingesetzten Fahrzeuge der Baureihe 420 ersetzen. Die Ausschreibung erfolgte im Januar 2007. Später wurde mitgeteilt, dass die bei der S-Bahn Rhein-Ruhr eingesetzte Baureihe 422 nicht weitergebaut würde, sondern dass dorthin ebenfalls Fahrzeuge der Baureihe 430 geliefert werden sollten, wobei sich im April 2011 herausstellte, dass vermutlich keine weiteren Fahrzeuge an Rhein und Ruhr benötigt würden. Im Mai 2009 erteilte die Deutsche Bahn den Auftrag zum Bau von 83 Fahrzeugen an die Firmen Bombardier und Alstom. Dieser Auftrag hatte einen Wert von 452 Mio. Euro. Zusätzlich wurde eine Option für den Bau von 83 weiteren Fahrzeugen vereinbart.
Im Dezember 2010 stockte die Deutsche Bahn die Option von 83 auf 166 auf. Diese Aufstockung stand im Zusammenhang mit der Ausschreibung der S-Bahn Rhein-Main.
Etwa 70 Konstrukteure waren bei Bombardier und Alstom mit der Entwicklung der Fahrzeuge betraut. Die Endmontage begann im November 2010 in Salzgitter und im Mai 2011 in Aachen.
Nach ursprünglichen Planungen der Hersteller sollte die Baureihe 430 bis Juni 2012 eine Zulassung erhalten haben. Dieser Zeitplan konnte jedoch nicht eingehalten werden. Die Fahrzeuge der Baureihe 430 erhielten am 21. Februar 2013 vom Eisenbahn-Bundesamt wegen Problemen mit der Mehrfachsteuerung zunächst nur eine Zulassung für den Kurzzugbetrieb. Die Zulassung für Voll- und Langzüge erfolgte am 25. März 2013. Seit dem 8. April 2013 erfolgt die Abnahme durch DB Regio vom Hersteller Bombardier.

## Einsatz

### S-Bahn Stuttgart

#### 1. Bauserie

##### Bestellungen 2009 und 2011
Am 3. April 2009 unterzeichneten der Verband Region Stuttgart und DB Regio einen neuen, von 1. Juli 2013 bis 30. Juni 2028 laufenden Verkehrsvertrag. Darin war auch die Beschaffung von 83 neuen Triebzügen der Baureihe 430 enthalten. Im Mai 2009 erging der Auftrag zur Entwicklung und Herstellung der Fahrzeuge.
Die 90 verbliebenen Triebwagen der Baureihe 420 der S-Bahn Stuttgart sollten im Jahr 2013 durch 83 Züge des speziell für die S-Bahn Stuttgart neuentwickelten Triebzuges der Baureihe 430 ersetzt werden. Der im Verkehrsvertrag der S-Bahn Stuttgart vorgesehene Fahrzeugpreis betrug 5,6 Millionen Euro.
Im Oktober 2011 beschloss der Verkehrsausschuss des Verbands Region Stuttgart, vier weitere Fahrzeuge der Baureihe 430 für die S-Bahn Stuttgart zu bestellen, um Mehrleistungen abdecken zu können. Die hierfür fälligen Zusatzkosten in Höhe von 23 Mio. Euro wurden über die Strafzahlung finanziert, die durch die nicht fristgerechte Bereitstellung der Fahrzeuge fällig wurden. Die 87 Fahrzeuge kosteten insgesamt rund 500 Mio. Euro.
Der Einsatz der Baureihe 430 in Stuttgart sollte ursprünglich Ende 2012 beginnen und bundesweit der erste sein. Zum Beginn des Verkehrsvertrags am 1. Juni 2013 sollten dann alle 87 bestellten Fahrzeuge zur Verfügung stehen; letztlich war dies erst im Januar 2015 der Fall.

##### Inbetriebnahme mit aktivierten Schiebetritten
Am 4. April 2013 wurden die Züge zugelassen. Am 25. April 2013 verkehrten die ersten Züge der Baureihe 430 auf der Linie S1 von Plochingen nach Böblingen. Zu diesem Zeitpunkt standen zwölf Fahrzeuge zur Verfügung. Die Auslieferung der restlichen Züge erfolgte bis Ende 2014.

##### Einsatzabbruch und Abnahmestopp
Im Juni 2013 blieben mehrere Triebzüge aufgrund von Problemen mit der Tür- und Trittbrettsteuerung stehen. Daraufhin wurden zunächst nur noch drei der bis dahin gelieferten zwölf Triebzüge eingesetzt und zusätzlich von Technikern begleitet. Nachdem am 2. Juli 2013 ein Triebzug 26 Minuten mit geöffneten Türen am Bahnsteig stehengeblieben war, beschloss die Deutsche Bahn, den Einsatz abzubrechen und alle Triebzüge an den Hersteller zur Reparatur zurückzugeben. Die Abnahme weiterer Fahrzeuge wurde zunächst gestoppt. Nach damaligen Herstellerangaben waren zur Problembehebung mechanische und elektronische Anpassungen notwendig, die teilweise eine neue Zulassung erforderlich machten.

##### Inbetriebnahme mit deaktivierten Schiebetritten
Bis auf Weiteres wurden die ausfahrbaren Trittstufen abgeschaltet, sodass ab dem Fahrplanwechsel vom 15. Dezember 2013 die Triebzüge wieder planmäßig auf der Linie S1 verkehren konnten. Ab 16. Januar 2014 fuhren die Triebzüge probeweise auch auf der Linie S2 (Remsbahn). Zum 4. April 2014 wurde die S1 komplett auf die Baureihe 430 umgestellt (ausgenommen einzelne Kurzläufer zwischen Schwabstraße und Esslingen/Plochingen). Seit dem 18. August 2014 verkehren auf der S3 nur noch Züge der Baureihe 430. Mit der Lieferung der restlichen Züge wurde auch der Betrieb auf der S2 umgestellt.
Bis Ende April 2014 wurden 36 Züge abgenommen. Ein Teil des Kaufpreises wurde aufgrund der technischen Probleme zunächst einbehalten. Anfang 2015 waren alle 87 bestellten Züge im Betrieb – mit ausgeschaltetem Schiebetritt.

##### Nachbestellung 2014
Für geplante Angebotsverbesserungen bot Bombardier der Deutschen Bahn nach Abschluss des neuen Verkehrsvertrags der S-Bahn Stuttgart weitere Triebzüge der Baureihe 430 an. Die Bestellung der Fahrzeuge hätte demnach zum 31. Juli 2014 erfolgen müssen, die Lieferung war bis 30. April 2017 vorgesehen. Bei der Mindestabnahmemenge von zehn Fahrzeugen wurde der Preis mit 8,15 Millionen Euro je Fahrzeug beziffert. Der Stückpreis solle bei 24 Fahrzeugen auf 6,9 Millionen Euro sinken. Der Verband Region Stuttgart lehnte diesen Preis ab. Ende Oktober 2014 machte Bombardier der Deutschen Bahn ein neues Angebot. Am 3. Dezember 2014 beschloss die Region Stuttgart die Anschaffung. Damit sollen auch überschlagene Wenden an vier Endhaltestellen ermöglicht, einige Vollzüge zu Langzügen aufgewertet sowie der Fahrzeugbedarf für die S-Bahn-Verlängerung nach Neuhausen abgedeckt werden. Die zehn neubeschafften Triebzüge sollen von Juli bis Dezember 2016 ausgeliefert werden. Am 12. August 2016 wurde mit 430 088 der erste nachbestellte Triebwagen ausgeliefert. Am 1. Februar 2017 wurde der letzte Triebzug ausgeliefert.

##### Verbesserte Schiebetritte und Software
Eine neue Lösung für die Schiebetritte wurde ab Januar 2016 im Betrieb getestet und sollte bis Mitte 2017 in allen Zügen eingebaut werden. Nach verlängerten Testphasen wurde zwischen 2017 und 2019 eine Hälfte der Triebzüge umgebaut, die andere folgte coronabedingt erst im ersten Halbjahr 2022.
Mit Softwareupdates wurden eine selektive Abschaltung von Aggregaten zur Reduzierung des Energieverbrauchs und der Lärmbelästigung in der Abstellung nachgerüstet sowie eine weitere Reduzierung der Türöffnungszeiten erreicht. Das Ausfahren der Schiebetritte vor dem Öffnen der Türen benötigt nun 4 Sekunden, sodass der vollständige Türöffnungs- und -Schließvorgang auf 14 Sekunden reduziert wurde. Die Dauer des Öffnens und Schließens der Türen selbst ist gegenüber der Baureihe 423 unverändert.

#### 2. Bauserie

##### Bestellung 2019

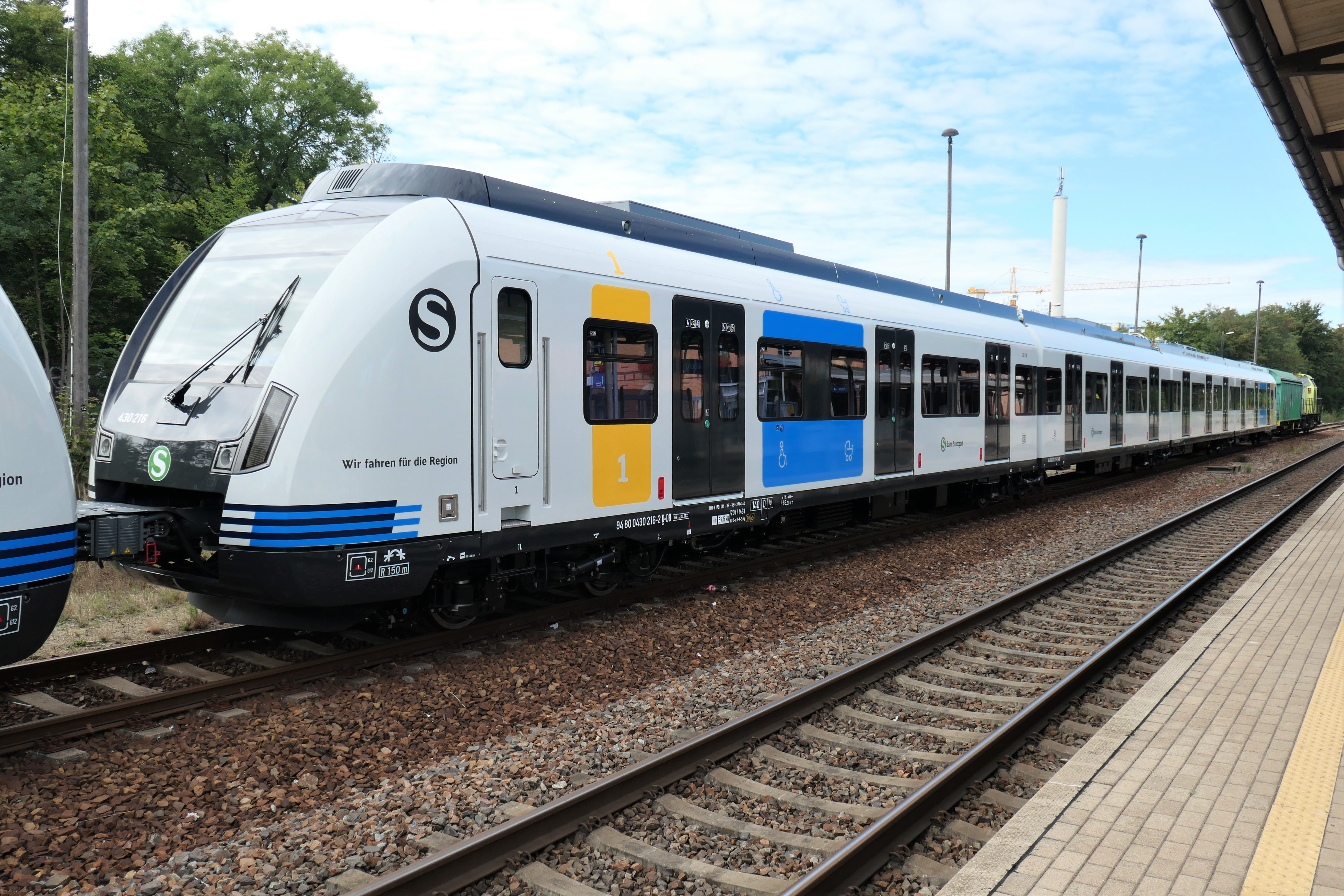
Baureihe 430 der S-Bahn Stuttgart in neuem Design, bei Überführungsfahrt im Bahnhof Radeberg (2022)

Am 30. Januar 2019 beschloss die Regionalversammlung in Stuttgart, 56 weitere Triebzüge der Baureihe 430 zu beschaffen. Zwei weitere Triebzüge wurden parallel von DB Regio beschafft. Die S-Bahn-Flotte in Stuttgart umfasst damit zukünftig insgesamt 215 Triebzüge. Diese Züge erhalten, ebenso wie später die übrige Flotte, ein neues Design. Mitte 2021 waren die ersten Rohbauten der neuen Triebzüge fertig. Ende 2021 sollten die ersten Triebzüge ausgeliefert werden, 2022 weitere 48 im neuen VRS-Design. Die Auslieferung begann letztlich nach dem Umbau aller Trittstufen der älteren Triebzüge Mitte Juli 2022.
Der VRS wird jene 56 Triebzüge erwerben und für einen ab voraussichtlich 2032 laufenden, neuen Verkehrsvertrag zur Verfügung stellen.

##### Inbetriebnahme und Abnahmestopp
Nach der Auslieferung der Hälfte der Triebzüge startete am 11. September 2022 der Fahrgasteinsatz. Ab dem Fahrplanwechsel am 11. Dezember 2022 wurde die Baureihe 430 mit den zusätzlichen Zügen auf den Linien S4, S5 und S62 statt der S3 eingesetzt, bis die Baureihen nicht mehr miteinander gekuppelt werden durften.
Bei den Neufahrzeugen gab es aus Sicht des VRS „Qualitätsdefizite (…), die im laufenden Betrieb zu gravierenden Beeinträchtigungen führten und für die der Fahrzeughersteller die Verantwortung trägt“. Aufgrund der Störanfälligkeit der neuen Fahrzeuge, die zu monatelangen Ausfällen im S-Bahn-Verkehr beitrugen, wurde im Februar 2023 die Abnahme der 2. Bauserie nach 47 von 58 Zügen vorerst gestoppt.
Das letzte Fahrzeug wurde statt im August 2022 wie zunächst geplant erst am 21. Februar 2024 abgenommen.

#### Aufrüstung mit ETCS und ATO, Redesign

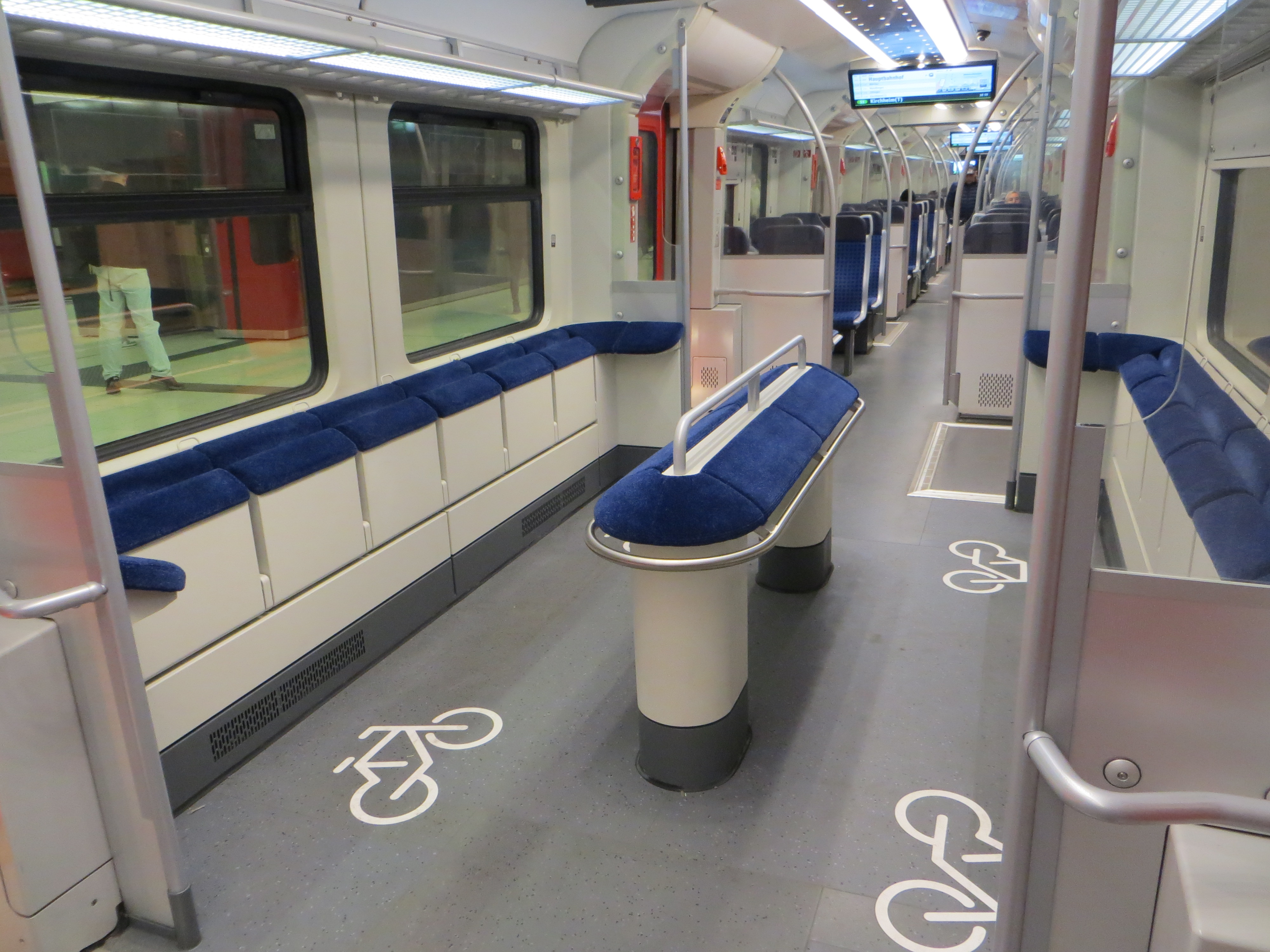
Eines von zwei neuen Radabteilen in Fahrzeugmitte

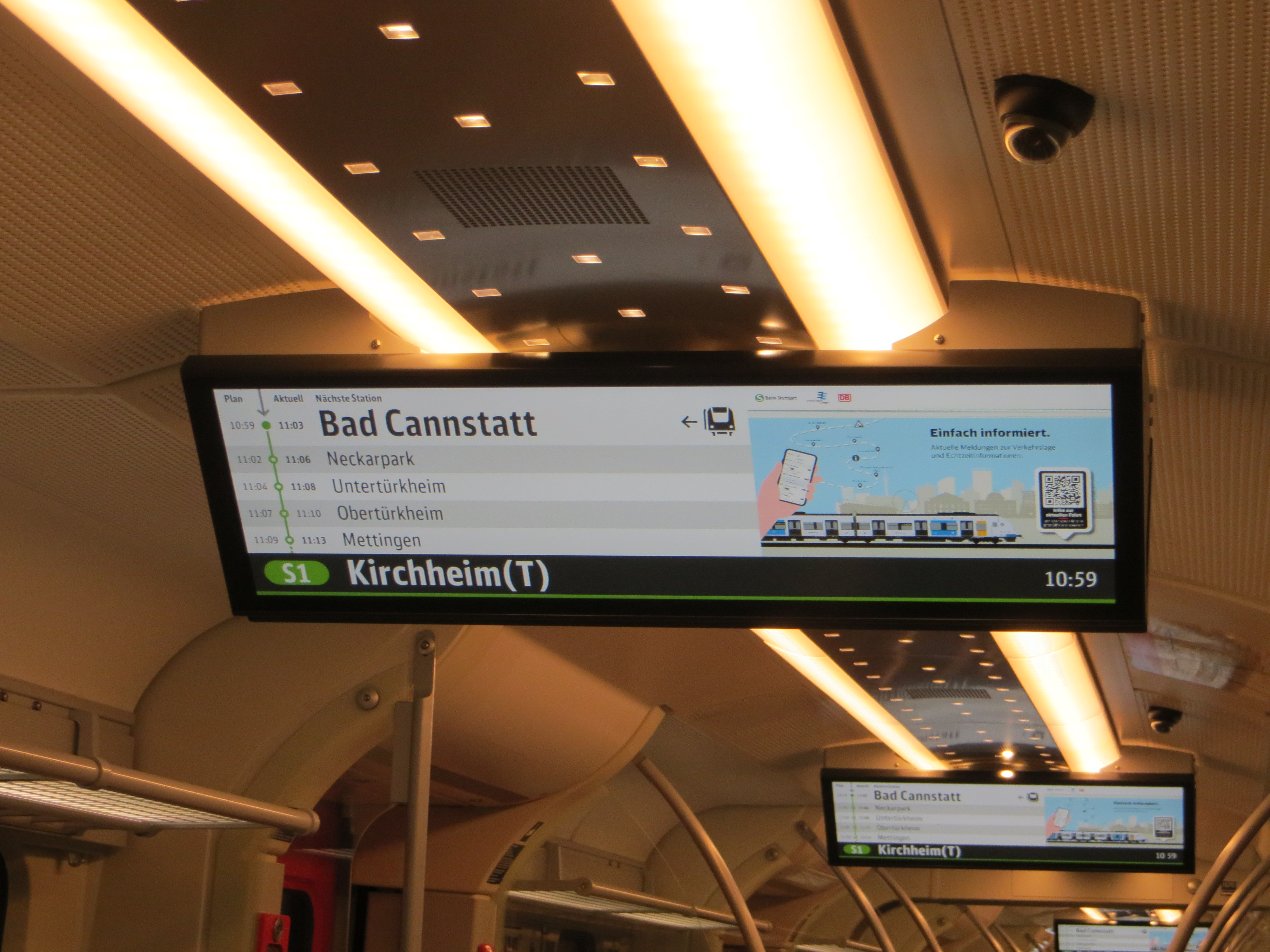
Bildschirm in Deckengondel

Die Triebzüge der Baureihe 423 und 430 werden bis 2026 mit ETCS, ATO (Automatisierungsgrad 2) und weiterer Technik ausgerüstet und zeitgleich einem Redesign unterzogen. Die prototyphafte Ausrüstung von Zügen begann 2022, die Serienausrüstung Anfang 2024. Im Rahmen des Redesigns werden unter anderem zwei zusätzliche Mehrzweckbereiche in der Zugmitte eingebaut und die Zahl der festen Sitzplätze reduziert und die der Klappsitze erhöht. Weitere Neuerungen sind das Fahrgastinformationssystem mit Bildschirmen in zwei Deckengondeln pro Wagen, Steckdosen in manchen Vierer-Sitzgruppen und ein Fahrgastzählsystem. Die Inneneinrichtung sollte ab 2024 umgebaut werden. Daneben erhalten die Züge bis Mitte 2027 eine neue Lackierung.
Der Auftrag zur Ausrüstung der Triebzüge mit ETCS und ATO wurde im Juli 2020 ausgeschrieben und am 23. Juni 2021 an Alstom vergeben. Die Züge sollen u. a. Level-3-fähig, mit einer Zugintegritätsüberwachung ausgerüstet und für FRMCS vorbereitet werden. Das Projekt sollte im Januar 2021 beginnen und bis Dezember 2027 laufen. Die Ausrüstung eines ersten Triebzugs (First in Class) sollte im Oktober 2021 beginnen, der Versuchs- und Vorlaufbetrieb im April 2024 aufgenommen werden. Alle Fahrzeuge sollten bis Januar 2025 mit ETCS Level 2 (nach Baseline 3 Release 2) und ATO (mit statischen Fahrplandaten) ausgerüstet werden. In den Jahren 2026 und 2027 sollte die kontinuierliche Inbetriebnahme und Genehmigung nach TSI ZZS 2022 erfolgen und FRMCS in Betrieb genommen werden.
Der Auftragswert für die Ausrüstung und Wiederzulassung von insgesamt sechs Prototyp-Fahrzeugen der Baureihen 423 und 430 sowie die Lieferung der Serienausstattung sowie die Begleitung der Serienausstattung der übrigen 209 Triebzüge beträgt rund 130 Millionen Euro. 2025 wurden die Kosten der First-of-Class-Ausrüstung der Baureihen 423, 430 und 430.2 mit jeweils ungefähr 30 Millionen Euro angegeben, jene der Serienausrüstung mit etwa 350.000 Euro je Triebzug. Die Serienumrüstung sollte durch die DB selbst an drei Standorten der DB Fahrzeuginstandhaltung erbracht werden. Zunächst sollten neben jeweils einem „First of Class“-Triebzug der Baureihen 430 und 430.2 je ein weiterer „Prototyp“ ausgerüstet werden. Der Bund erteilte im Dezember 2022 Förderbescheide, die unter den Erwartungen der DB zurückblieben. Ein Widerspruch wurde eingelegt und ruht (Stand: März 2025).
Im März 2022 begann die Umrüstung des ersten (fabrikneuen) Triebzugs, an dem die geplante ETCS-Ausrüstung getestet, validiert und zugelassen werden sollte. Ende 2022 war die mechanische Integration der neuen Komponenten abgeschlossen und hatten die Integrationstests begonnen. Es wurden auch ETCS-Bremsmodelle für die Züge gebildet.
Anfang 2023 waren insgesamt acht Triebzüge der Baureihen 423 und 430 als Prototypen in Umrüstung begriffen. In Kombination mit der Störanfälligkeit der neuen Fahrzeuge der zweiten Bauserie kam es drei Monate lang zu Angebotseinschränkungen auf zwei Linien.
Ende Februar 2024 lief die Serienausrüstung an 16 Triebzügen der Baureihe 430 an vier Standorten parallel. Bis zu der zunächst im Juni 2024 erwarteten ersten Zulassung für die umgebauten Fahrzeuge (zunächst für den konventionellen Betrieb ohne aktives ETCS) sollten voraussichtlich 41 Triebzüge dem Betrieb entzogen werden. Die Zulassung für den Betrieb mit aktivem ETCS wurde für November 2024 erwartet. Kurz nachdem erste umgebaute Triebzüge in Plochingen eingetroffen waren, begann im Dezember 2024 die Ausbildung von Instandhaltern darn. Mitte Februar 2025 waren rund 30 in Serie umgerüstete Triebzüge fertiggestellt und warteten auf Zulassung (Typkonformitätserklärung).
Am 17. Januar 2025 wurde ein erster Redesign-Triebzug vorgestellt, und der Fahrgasteinsatz erster Triebzüge (zunächst ohne aktives ETCS) begann nach weiteren Verzögerungen am 3. März 2025. Am 20. Februar 2025 erhielten jeweils drei Triebzüge der Baureihen 430.0 und 430.2 die Zulassung (Typkonformitätserklärung) für den Fahrgastbetrieb mit PZB. Die Zulassung für den Betrieb mit ETCS wird nunmehr für Herbst 2025 erwartet.
Das Budget für das Redesign wurde 2021 mit 172 Millionen Euro angegeben, die Kosten Anfang 2025 mit „rund 200 Millionen Euro“.
 Im Rahmen des Projekts Automated Train wird der Triebzug 430 236 seit Mai 2025 für die Erprobung von Elementen des vollautomatischen Betriebs (ATO GoA 4) mit Sensorik für Hinderniserkennung ausgerüstet. Er soll damit ab Ende 2025 Fahrten absolvieren. In Esslingen sollen Ab- und Bereitstellung demonstriert werden.

### S-Bahn Rhein/Main

#### 1. Bauserie

##### Bestellung 2011
Im November 2011 gab der Rhein-Main-Verkehrsverbund bekannt, dass die noch im Einsatz befindlichen Fahrzeuge der Baureihe 420 nach der erfolgten Ausschreibung des S-Bahn-Netzes zum Fahrplanwechsel 2014/15 durch Triebwagen der Baureihe 430 ersetzt werden sollten. Dies war Teil des Vertrages zwischen dem RMV und der DB. Demnach sollten 91 Triebwagen beschafft werden, die auf den Linien S1, S7, S8 und S9 zum Einsatz kommen. Im Dezember 2011 gaben die Deutsche Bahn und Bombardier bekannt, dass die Deutsche Bahn neunzig Triebwagen für die S-Bahn Rhein-Main bestellt hätte. Letztlich wurden nach widersprüchlichen Angaben vermutlich 91 Triebwagen gebaut. Anfang 2014 wurden die Züge zu Test- und Schulungszwecken erstmals im Frankfurter Streckennetz eingesetzt.

##### Zulassung und Inbetriebnahme
Im März 2014 ließ das Eisenbahn-Bundesamt die Züge zu. Bis Ende April 2014 hat die Deutsche Bahn sechs Züge abgenommen. Am 5. Mai 2014 fand auf den Linien S1 (Wiesbaden Hbf – Rödermark-Ober Roden) und den Verstärkerkursen der S8 zwischen Frankfurt Hbf und Kelsterbach der erste Fahrgasteinsatz der Baureihe 430 im Rhein-Main-Gebiet statt. Knapp drei Wochen später wurde die S7 am 23. Mai 2014 vollständig auf die Baureihe 430 umgestellt. Drei Monate später wurde dann auch die S1 (Wiesbaden Hbf – Rödermark-Ober Roden) am 25. August 2014 komplett umgestellt. Seit November 2014 fahren auch auf den S-Bahn-Linien S8 und S9 nur noch Fahrzeuge der Baureihe 430. Von 2018 bis 2020 werden auf der S7 nach und nach die Fahrzeuge der Baureihe 430 durch 14 Fahrzeuge der Baureihe 425 ersetzt. Sie passen besser zu den Bahnsteighöhen entlang dieser Linie. Die freiwerdenden Fahrzeuge sollten zum Verstärken von Verbindungen auf den übrigen Linien genutzt werden.

#### 3. Bauserie – Bestellung 2019
Im November 2019 wurde die Beschaffung sieben weiterer Triebzüge bekannt. Die sieben Triebzüge sollten zwischen Mai und Juni 2023 ausgeliefert werden und standen Anfang Februar 2024 zur Verfügung.

### Ursprünglich geplante Einsätze
Im Dezember 2009 gab der Verkehrsverbund Rhein-Ruhr bekannt, dass die Baureihe 430 auch bei der S-Bahn Rhein-Ruhr eingesetzt werden soll. Die Auslieferung der Fahrzeuge sollte bis Ende 2012 abgeschlossen sein. Insgesamt sollten dann im VRR 116 Fahrzeuge der Baureihen 422 und 430 eingesetzt werden. Im April 2011 wurde bekannt, dass die Bestellung der zusätzlichen Triebwagen für die S-Bahn Rhein-Ruhr annulliert würde. Als Grund wurde die bevorstehende Ausschreibung der verbundenen S-Bahn-Linien S5 und S8 durch den VRR genannt. Da dort seit Fahrplanwechsel im Dezember 2014 dreiteilige Fahrzeuge vom Typ Alstom Coradia Continental der Baureihe 1440 eingesetzt werden, reichte der Bestand an Zügen der Baureihe 422 für den Betrieb auf den übrigen Linien S1, S2, S3, S4, S6 und S9 aus.
Im November 2019 gab der VRR bekannt, dass auf den Linien S 2, S 3, S 9, S 28, RB 32, RB 40 und RE 49 zukünftig neue Züge vom Typ Stadler Flirt 3XL verkehren würden. Hierzu wurden 41 neue Triebzüge erworben. Die Linien S 1 und  S 4 werden weiterhin mit Zügen der Baureihe 422 bedient, welche aber generalüberholt wurden.

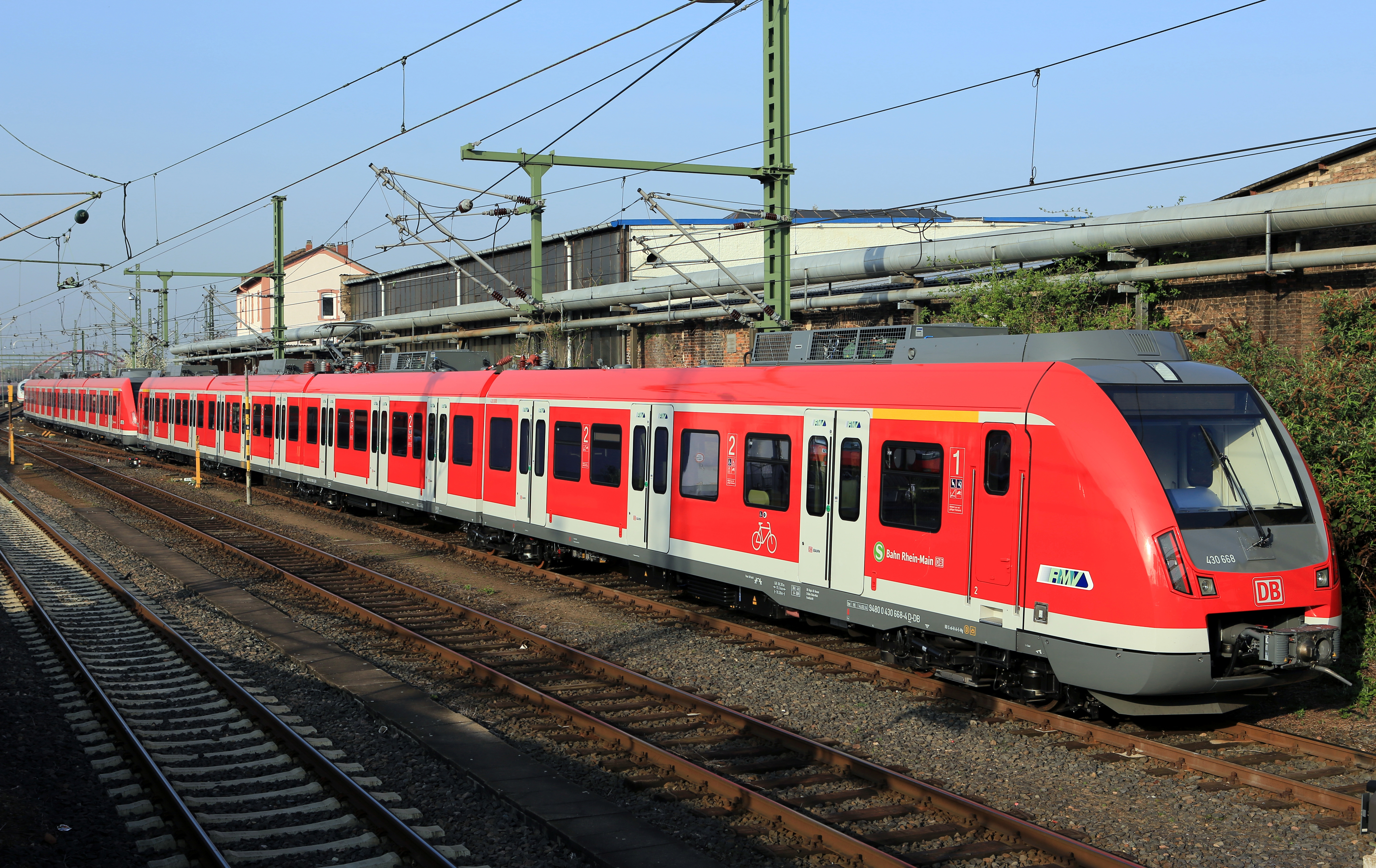
Baureihe 430 in Frankfurt (Main)
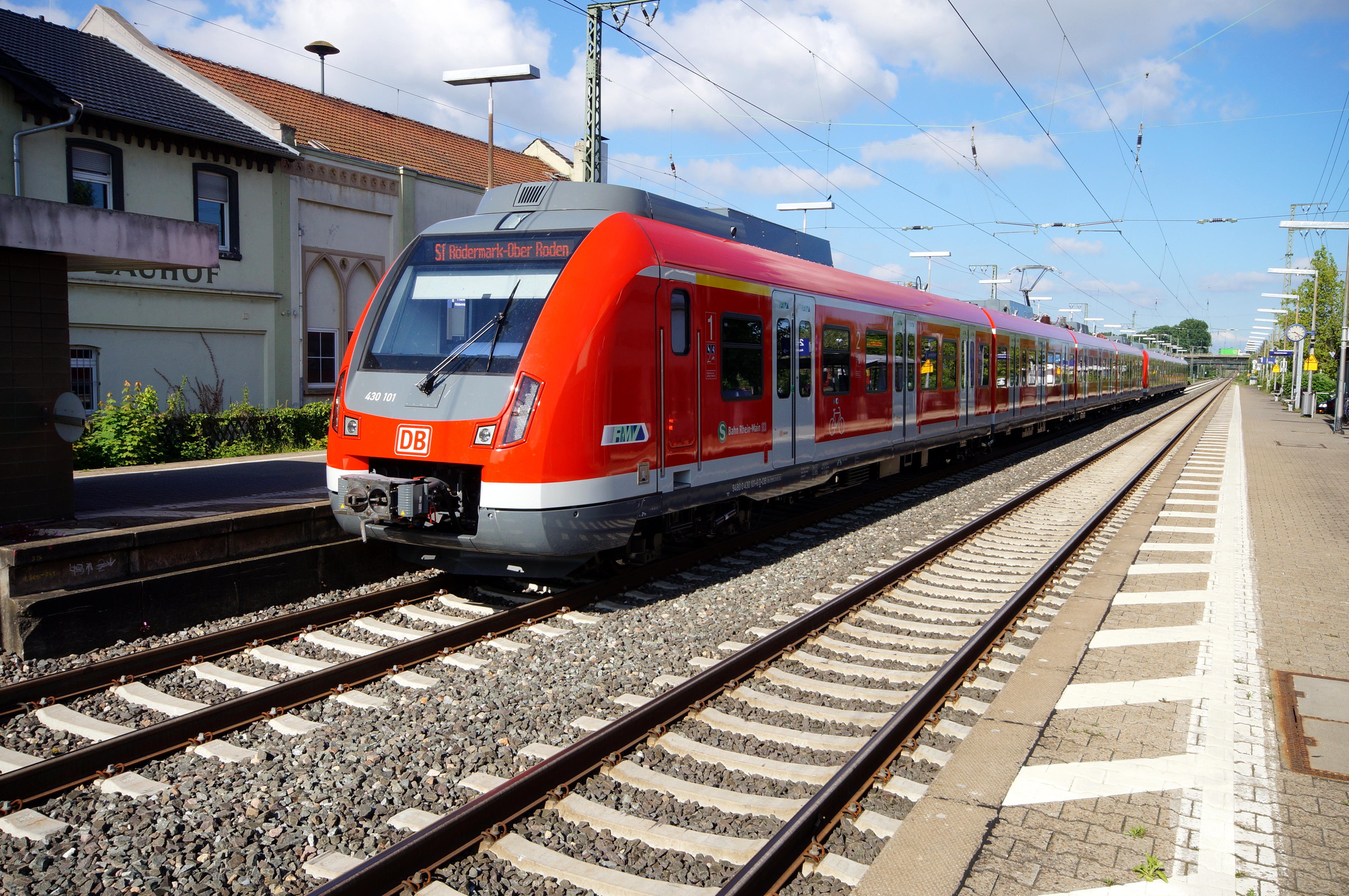
Ein Zug der DB-Baureihe 430 auf der Linie S 1 der S-Bahn Rhein-Main im Bahnhof Hochheim (Main)

## Technik und Ausstattung

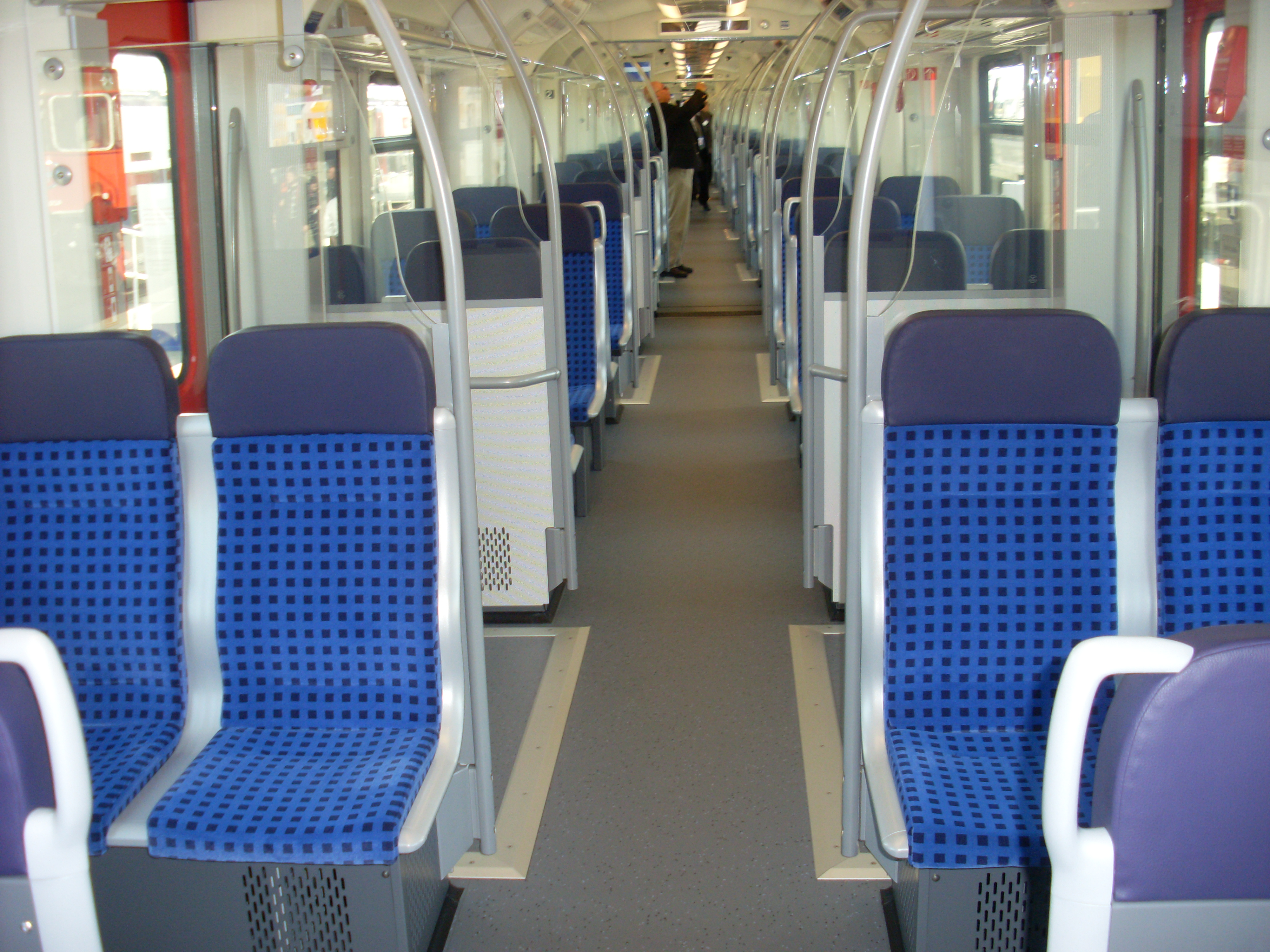
Fahrgastraum der Baureihe 430 (Auslieferungszustand 2012)

Die durchgängig begehbaren und klimatisierten Triebzüge der Baureihe 430 ähneln denen der Baureihe 422.
Die für Stuttgart bestellten Triebzüge sind zur Vermeidung von Ein- und Aussteigeunfällen mit einer Spaltüberbrückung ausgestattet. Außerdem sind sie mit einer Videoüberwachung mit 16 Kameras pro Kurzzug ausgerüstet, besitzen verglaste Ablagen und LED-Beleuchtung. Sie bieten in jedem Zug acht Bildschirme mit Anschlussinformationen zu S-Bahnen, Stadtbahnen, Regional- und Fernverkehrszügen in Echtzeit. Des Weiteren weisen die Züge beim Anfahren geringere Schallemissionen auf als die Züge der ebenfalls in Stuttgart eingesetzten Baureihe 423. Im Vergleich mit den ersetzten Fahrzeugen der Baureihe 420 ist der Energieverbrauch deutlich geringer.
Die Wagenkästen sind aus Stranggussprofilen gefertigt. Die Übergänge zwischen den Wagen haben Wellenbälge. Die Kühl- und Klimaanlagen befinden sich auf den Wagendächern und sind mit einer durchgehenden Verkleidung verblendet. Auf dem zweiten Wagendach befindet sich der Einholmstromabnehmer. Drei Züge können als Langzug von einem Führerstand aus betrieben werden. Ein Mischbetrieb mit Triebzügen anderer Baureihen ist nicht möglich.
Ein Kurzzug hat eine Länge über Kupplung von 68,3 Metern und ist damit 0,9 Meter länger als die Baureihe 423, jedoch auch 1,1 Meter kürzer als die Baureihe 422. Der mit glasfaserverstärktem Kunststoff verkleidete Kopf genügt der Norm EN 15227 (Anforderungen an die Kollisionssicherheit von Schienenfahrzeugkästen) und ist daher länger als derjenige der Baureihe 423, entspricht aber dem der Baureihe 422. Die gegenüber der Baureihe 422 geringere Fahrzeuglänge wurde dadurch erreicht, dass in den Mittelwagen eine Sitzgruppe durch eine Einreiher-Sitzreihe mit einem separaten Fenster ersetzt und der Wagenkasten entsprechend verkürzt wurde. Diese Maßnahme war nötig, damit ein Langzug mit 204,9 Metern Länge noch an den Bahnsteigen mit 210 Metern Länge halten darf. Die Fahrzeuge werden über eine elektrodynamische Bremse als Betriebsbremse, eine Druckluftbremse mit Magnetschienenbremse und eine Federspeicherbremse als Feststellbremse verfügen. Die elektrodynamische Bremse speist die Energie ins Netz zurück. Die Züge werden mit 157 Bremshundertsteln gefahren.
Der Antrieb des Zuges ist auf zwei getrennte Anlagen verteilt.
Ebenfalls erhalten sie mehr Klappfenster als die Baureihe 423 und größere LED-Anzeigen an den Wagenübergängen für das Fahrgastinformationssystem (FIS) im Innenraum (analog der Baureihe 425). Die FIS-Anzeigen an den Fahrzeugaußenseiten sind zweizeilig und zeigen neben Linie und Ziel nun auch als Laufband die wichtigsten Via-Halte an. Das FIS im Innern zeigt neben Linie und Station nun auch das aktuelle Datum, die Uhrzeit und die Aussteigsseite mit Pfeilen optisch an. Die Fahrgastbestuhlung entspricht der aktuellen Corporate Identity der Bahn für den Nahverkehr, jedoch mit Kopflehnen aus Leder (bislang aus Stoff). Die Sitze sind im Beckenbereich ergonomisch günstiger geformt und gepolstert. Ursprünglich sollten die Züge von einem Konsortium aus Alstom Transport in Salzgitter und Bombardier Transportation in Hennigsdorf gefertigt werden. 29 der zunächst 83 bestellten Züge wurden in Salzgitter gebaut, 54 weitere bei Bombardier in Aachen. Neun Fahrzeuge sollten intensiven Tests unterzogen werden und dabei 50.000 Kilometer zurücklegen.
Die Zugsicherung erfolgt über ein Bombardier EBICAB 500. Als Fahrzeugleitsystem wird Bombardier Mitrac verwendet.
Neben dem FIS haben die Fahrzeuge im inneren 15-Zoll-TFT-Monitore für das Reisenden-Informations-System (RIS) der Deutschen Bahn erhalten. Auf diesen RIS-Monitoren werden derzeit folgende Informationen angezeigt: aktueller Fahrtverlauf (Perlenkette) mit Linie, Zugziel, Unterwegsbahnhöfe, nächster Halt, Ausstiegsseite, Soll- und Ist-Daten der Fahrzeiten, Anschlüsse von Bus, Stadtbahn, S-Bahn, Regio- und Fernzügen an Knotenbahnhöfen mit Live-Daten (Ausfall, Gleiswechsel, Verspätung und ob das Verkehrsmittel noch erreicht werden kann). Darüber hinaus können auch für die aktuelle Fahrt auch Umleitungen (u. a. mit zusätzlichen Halten oder Halteausfälle) und vorzeitige Wenden angezeigt werden. Bei Störungen zeigt der RIS-Monitor die „KundeninformationGroßstörung“ (KiG-Meldung) mit gelber Sonderseite im Wechsel mit dem Fahrtverlauf an. Außerdem können „Events“ angezeigt werden, d. h. ein zusätzliches ganzseitiges Info-Bild, welches z. B. über geplante Bauarbeiten informiert („Max Maulwurf“).
Die Triebzüge der ab 2022 gelieferten Reihen 430.2/.3 waren bei Auslieferung aufgrund einer anderen Software (verbesserte Fahrzeugüberwachung, geänderte Steuerung der Sandstreueinrichtung sowie eine erweiterte Überwachung der Scharfenbergkupplung) nicht mit denen der Reihe 430.0/.1 kuppelbar. Die Zulassung dafür erging letztlich am 20. Februar 2025. Außerdem erhalten die neuen Triebzüge eine veränderte LED-Spitzenbeleuchtung.